# Lockheed Electra Junior

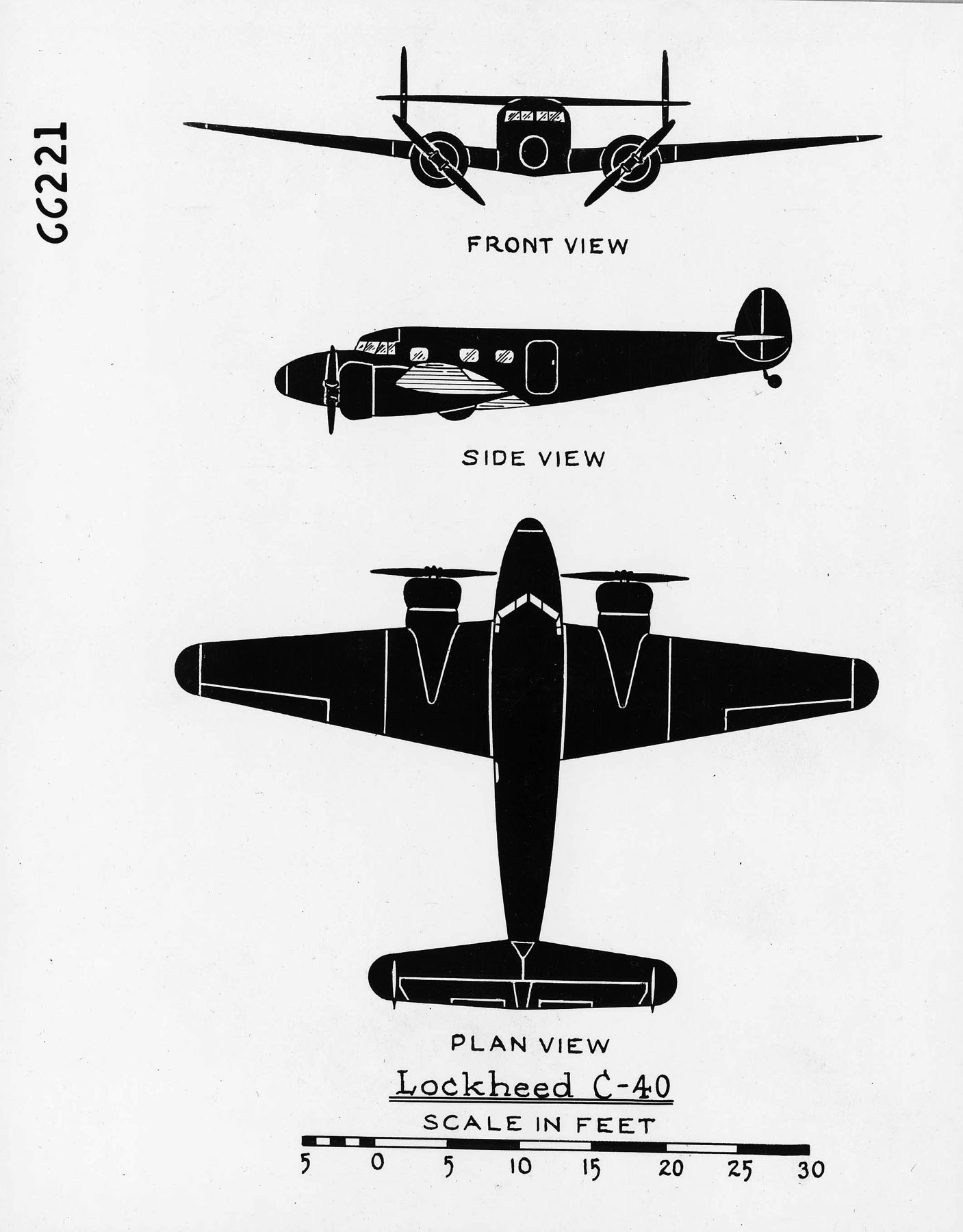

Lockheed L-12A Electra Junior var ett tvåmotorigt passagerarflygplan från Lockheed. Det flög första gången 1936. Det är ett tvåmotorigt lågvingat flygplan byggt i lättmetall.
Lockheed L-10 Electra ansågs 1935 behöva kompletteras med ett något mindre flygplan med en kapacitet för 6-8 passagerare. Serietillverkning började 1936
Flygplanet köptes av många länders flygvapen som bland annat stabsflygplan. Sammanlagt tillverkades 130 flygplan, varav åtta fortfarande flyger. Sju Lockheed Electra Junior flög tillsammans vid ett sent 75-årsjubileum i Oshkosh, Wisconsin, USA 2014.
En Electra Junior figurerar i slutscenen med Ingrid Bergman i filmen Casablanca från 1942 i Air France-målning. Den används också som substitut för Amelia Earharts Lockheed L–10 Electra i filmen Amelia från 2009.

## Flygplan på museer
- Arlanda flygsamlingar på Arlanda flygplats, en del av Statens maritima och transporthistoriska museer, har en 1942 tillverkad restaurerad Lockheed Electra Junior med registrering SE-BXU. Den har tidigare varit i tjänst hos Nederländernas flygvapen samt KLM.[4][5]
- Canada Aviation Museum i Ottawa, Ontario, Kanada har ett flygplan som användes av Kanadas Department of Transport 1937–1963.
- Yanks Air Museum i Chino i Kalifornien
- Nationaal Militair Museum i Soesterberg, Nederländerna
- Suryadarma Air Force Base i Subang Regency, Indonesien